# 21e conseil des ministres du Canada
Confédération canadienne
20e conseil des ministres 22e conseil des ministres
Le 21e conseil des ministres du Canada fut formé du cabinet durant le gouvernement de Joe Clark. Ce conseil fut en place du 4 juin 1979 au 3 mars 1980, incluant l'ensemble de la 31e législature. Ce gouvernement fut dirigé par le Parti progressiste-conservateur du Canada.

## Composition

### Composition initiale  (4 juin 1979)
Le premier ministre compose le 4 juin 1979 un cabinet composé de 21 ministres (dont une seule femme, Flora MacDonald, première femme nommée Secrétaire d'État aux Affaires extérieures) et 8 ministres d'État (dont aucune femme).
| Fonction | Titulaire | Titulaire              | Parti |
| --- | --------- | ---------------------- | ----- |
| Premier ministre                                                                                            |           | Joe Clark              | PC    |
| Secrétaire d'État aux Affaires extérieures                                                                  |           | Flora MacDonald        | PC    |
| Ministre des Affaires indiennes et du Nord canadien                                                         |           | Jake Epp (en)          | PC    |
| Ministre de l'Agriculture                                                                                   |           | John Wise              | PC    |
| Ministre des Approvisionnements et Services                                                                 |           | Roch LaSalle           | PC    |
| Président du Conseil du Trésor                                                                              |           | Sinclair Stevens       | PC    |
| Ministre de la Défense nationale Ministre des Affaires des Anciens combattants                              |           | Allan MacKinnon        | PC    |
| Ministre de l'Emploi et de l'Immigration                                                                    |           | Ron Atkey              | PC    |
| Ministre de l'Énergie, des Mines et des Ressources Ministre d'État chargé des Sciences et de la Technologie |           | Ray Hnatyshyn          | PC    |
| Ministre de l'Expansion économique régionale                                                                |           | Elmer MacKay           | PC    |
| Ministre des Finances                                                                                       |           | John Crosbie           | PC    |
| Ministre de l'Industrie et du Commerce Ministre d'État chargé du Développement économique                   |           | Robert de Cotret       | PC    |
| Ministre de la Justice Procureur général                                                                    |           | Jacques Flynn          | PC    |
| Ministre des Pêches et des Océans                                                                           |           | James McGrath          | PC    |
| Ministre des Postes Ministre de l'Environnement                                                             |           | John Allen Fraser      | PC    |
| Ministre du Revenu national Président du Conseil privé de la Reine pour le Canada                           |           | Walter Baker           | PC    |
| Ministre de la Santé nationale et du Bien-être social                                                       |           | David Crombie          | PC    |
| Secrétaire d'État du Canada Ministre des Communications                                                     |           | David S. MacDonald     | PC    |
| Solliciteur général du Canada Ministre de la Consommation et des Corporations                               |           | Allan Lawrence         | PC    |
| Ministre des Transports                                                                                     |           | Don Mazankowski        | PC    |
| Ministre du Travail                                                                                         |           | Lincoln Alexander      | PC    |
| Ministre des Travaux publics                                                                                |           | Erik Nielsen           | PC    |
| Ministres d'État                                                                                            |           |                        |       |
| Ministre d'État chargé de l'ACDI                                                                            |           | Martial Asselin        | PC    |
| Ministre d'État chargé du Commerce international                                                            |           | Michael Wilson         | PC    |
| Ministre d'État chargé des Petites entreprises et de l'Industrie                                            |           | Ronald Huntington      | PC    |
| Ministre d'État chargé des Programmes sociaux                                                               |           | Heward Grafftey        | PC    |
| Ministre d'État chargé des Relations fédérales-provinciales                                                 |           | William Herbert Jarvis | PC    |
| Ministre d'État chargé de la Santé et du sport amateur et du Multiculturalisme                              |           | Steve Paproski         | PC    |
| Ministre d'État (Conseil du Trésor)                                                                         |           | Perrin Beatty          | PC    |
| Ministre d'État (Transports)                                                                                |           | J. Robert Howie        | PC    |
| Fonctions parlementaires                                                                                    |           |                        |       |
| Leader du gouvernement à la Chambre des communes                                                            |           | Walter Baker (en)      | PC    |
| Leader du gouvernement au Sénat                                                                             |           | Jacques Flynn          | PC    |

## Conseils des ministres et membre du cabinet
- Premier ministre du Canada

1. 1979-1980 Charles Joseph Clark

- Secrétaire d'État aux Affaires extérieures

1. 1979-1980 Flora Isabel MacDonald

- Ministre des Affaires indiennes et du Nord canadien

1. 1979-1980 Arthur Jacob Epp

- Ministre de l'Agriculture

1. 1979-1980 John Wise

- Ministre des Approvisionnements et Services

1. 1979-1980 Roch LaSalle

- Ministre des Communications

1. 1979-1980 David S. MacDonald

- Président du Conseil du Trésor

1. 1979-1980 Sinclair McKnight Stevens

- Président du Conseil privé

1. 1979-1980 Walter David Baker

- Ministre de la Consommation et des Corporations

1. 1979-1980 Allan Frederick Lawrence

- Ministre associé de la Défense nationale

1. 1979-1980 Vacant

- Ministre de la Défense nationale

1. 1979-1980 Allan Bruce McKinnon

- Ministre d'État chargé du Développement économique

1. 1979-1980 Robert René de Cotret (Sénateur)

- Ministre de l'Emploi et de l'Immigration

1. 1979-1980 Ronald George Atkey

- Ministre de l'Énergie, des Mines et des Ressources

1. 1979-1980 Ramon John Hnatyshyn

- Ministre de l'Environnement

1. 1979-1980 John Allen Fraser

- Ministre chargé de l'Expansion économique régionale

1. 1979-1980 Elmer MacIntosh MacKay

- Ministre des Finances

1. 1979-1980 John Crosbie

- Ministre de l'Industrie et du Commerce

1. 1979-1980 Robert René de Cotret (Sénateur)

- Ministre de la Justice et procureur général du Canada

1. 1979-1980 Jacques Flynn (Sénateur)

- Leader du gouvernement au Sénat

1. 1979-1980 Jacques Flynn (Sénateur)

- Ministre d'État

1. 1979-1980 Martial Asselin (Sénateur)
2. 1979-1980 William Jarvis
3. 1979-1980 William Heward Grafftey
4. 1979-1980 Perrin Beatty
5. 1979-1980 J. Robert Howie
6. 1979-1980 Steven Eugene Paproski
7. 1979-1980 Ronald Huntingdon
8. 1979-1980 Michael H. Wilson

- Ministre des Postes

1. 1979-1980 John Allen Fraser

- Ministre des Pêches et des Océans

1. 1979-1980 James Aloysius McGrath

- Ministre du Revenu national

1. 1979-1980 Walter David Baker

- Ministre de la Santé nationale et du Bien-être social

1. 1979-1980 David Crombie

- Secrétaire d'État du Canada

1. 1979-1980 David S. MacDonald

- Solliciteur général du Canada

1. 1979-1980 Allan Frederick Lawrence

- Ministre des Transports

1. 1979-1980 Donald F. Mazankowski

- Ministre du Travail

1. 1979-1980 Lincoln Alexander

- Ministre des Travaux publics

1. 1979-1980 Erik H. Nielsen